# Hoploclonia gecko
Hoploclonia gecko ist eine relativ kleine, stachlige und dunkel gefärbte Gespenstschrecken-Art, die im Nordwesten der Insel Borneo heimisch ist.

## Merkmale
Die in beiden Geschlechtern flügellosen Tiere tragen wie alle Vertreter dieser Gattung typische Dornen auf dem Körper. Diese befinden sich bei den 30 bis 35 Millimeter langen Männchen paarweise auf dem Kopf und dem Thorax, jedoch nicht auf dem Abdomen. Das Stachelpaar auf dem Pronotum ist bei ihnen gegabelt. Bei adulten Männchen dominiert eine dunkle, meist schwarzbraune Grundfarbe mit einem leuchtend gelborangen bis roten Längsstrich, welcher vom hinteren Rand des Pronotums bis zur Mitte des Abdomens reicht. Wie bei den anderen Vertretern der Gattung sind die Bereiche um die Hüften, sowie die distalen Enden der Schenkel und die proximalen Enden der Schienen, also der Kniebereich, hellgelb bis orange gefärbt.
Die Weibchen werden 40 bis 50 Millimeter lang. Sie können mehr oder weniger kontrastreich hell-, dunkel- oder rotbraun gefärbt sein. Auf dem Thorax tragen sie deutliche Stacheln. Auf dem Mesothorax bildet das erste Stachelpaar ein flaches, an der Basis sehr breites Dreieck, welches viel ausgeprägter ist als bei anderen Hoploclonia-Arten. Insgesamt sind sie vom Habitus her sehr robust. Das relativ kurze Abdomen ist bei eierlegenden Weibchen prall und im Querschnitt annähernd zylindrisch. Das Abdomenende wird von einem kurzen Legestachel gebildet, welcher zur Ablage der Eier im Boden dient.

## Verbreitung
Hoploclonia gecko ist im Nordwesten Borneos, genauer im äußersten Westen des malaysischen Bundesstaates Sarawak beheimatet. Gefunden wurde die Art hier im Nationalpark Bako, am Mount Santubong, am Mount Serapi, in Matang und Lingga. Ihr Verbreitungsschwerpunkt ist damit das Gebiet rund um Kuching, der Hauptstadt des Bundesstaates Sarawak. Auf dem Mount Santubong wurde sie bis in eine Höhe von 300 Metern angetroffen.

## Lebensweise und Fortpflanzung
Wie fast alle Gespenstschrecken ist auch Hoploclonia gecko nachtaktiv. Zum Fressen klettern sie nicht höher als 30 cm die Nahrungspflanzen hinauf. Die Weibchen legen ihre Eier mit dem Legestachel lediglich wenige Millimeter tief in den Bodengrund ab. Die Eier sind 4,1 bis 4,2 mm lang, 2,9 bis 3,0 mm hoch und 2,6 bis 2,7 mm breit. Sie sind, wie die aller Hoploclonia-Arten, auf der dorsalen Seite stärker gewölbt und haben einen schräg zur ventralen Seite hin abfallenden Deckel, der einen Opercularwinkel von weniger als 10 Grad bildet. Von den drei Schenkeln der Mikropylarplatte zeigt einer Richtung Deckel, während die anderen beiden lateral in Richtung des unteren Pols verlaufen und dabei etwa zwei Drittel des Eies umschließen (siehe auch Bau des Phasmideneies).

## Systematik
Alfred Russel Wallace sammelte 1858 in Sarawak (genauere Fundortangaben hinterließ er nicht) eine Reihe von Tieren, die John Obadiah Westwood im darauf folgenden Jahr als Acanthoderus gecko beschrieb. Bei der Beschreibung lagen ihm sowohl Männchen als auch Weibchen vor. Wegen des von Westwood gewählten Artepithetons wird sie im Englischen „Gecko Stick Insect“ genannt.

Im Jahr 1875 errichtete Carl Stål allein für diese Art die Gattung Hoploclonia, zu deren Typusart Hoploclonia gecko dadurch wurde. Die Gattung blieb bis zur Beschreibung von Hoploclonia cuspidata im Jahr 1906 monotypisch.

Als Lectotypus wurde 1995 ein Weibchen von Philip Bragg aus den von Wallace gesammelten Tieren ausgewählt. Es ist zusammen mit zwei männlichen Paralectotypen im Natural History Museum in London hinterlegt. Weitere von Wallace gesammelte Tiere werden als Paralectotypen im Oxford University Museum of Natural History verwahrt.

## Terraristik
Hoploclonia gecko war Ende der 1980er Jahre die erste Art der Gattung die in der Terraristik auftauchte. Philip Bragg sammelte im Dezember 1987 im Nationalpark Bako einige Tiere, welche er erfolgreich vermehren und verbreiten konnte. Weitere Vertreter dieser Art brachte er 1990 vom Mount Serapi mit. Von der Phasmid Study Group erhielt die Art die PSG-Nummer 110.

Für Haltung und Zucht werden lediglich kleine Terrarien mit hoher Luftfeuchtigkeit und Bodengrund zur Eiablage benötigt. Als Futter wird Laub von Brombeeren, Himbeere, Eichen, Efeu, Weiß- und Feuerdorn angenommen.

## Bilder

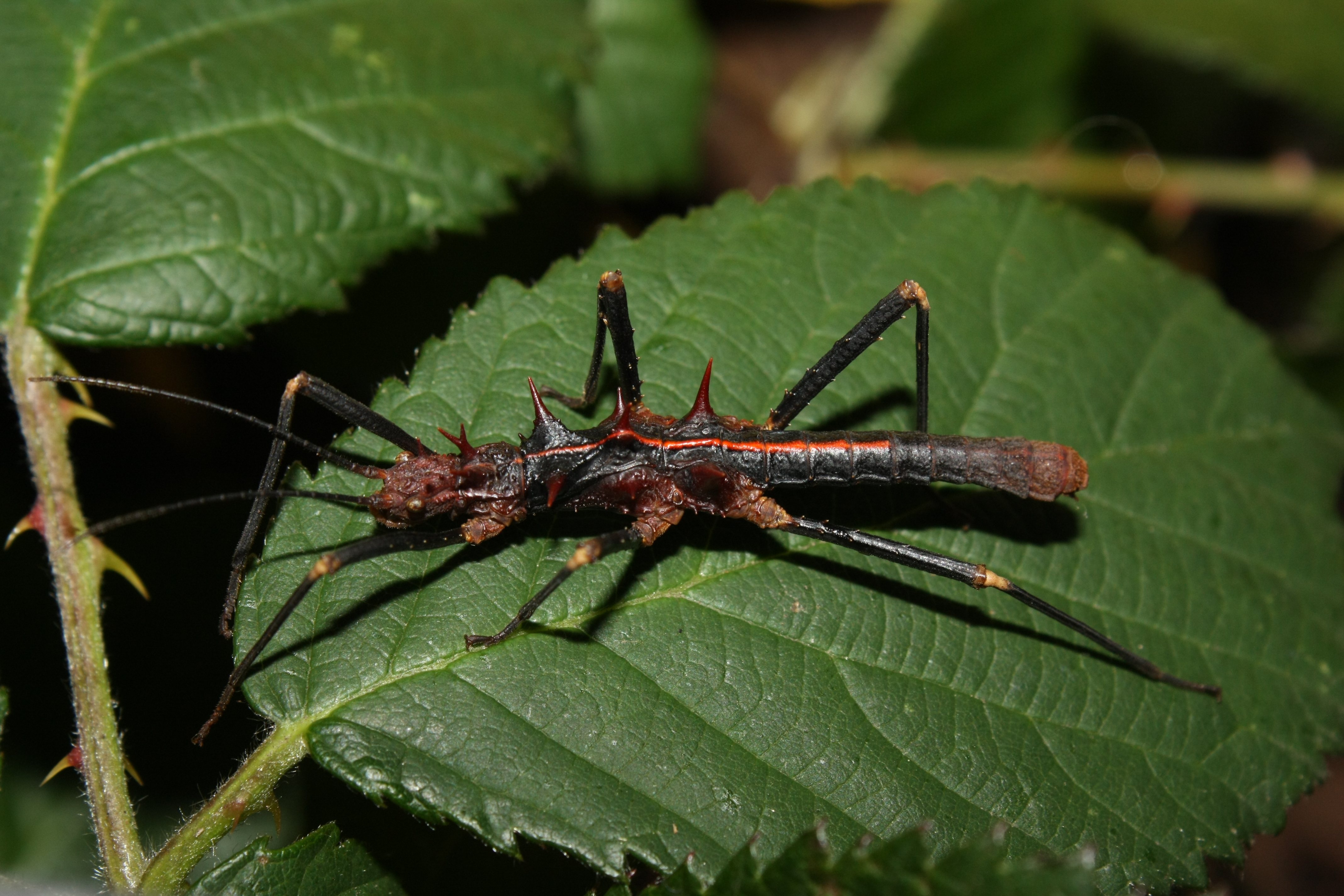
Adultes Männchen
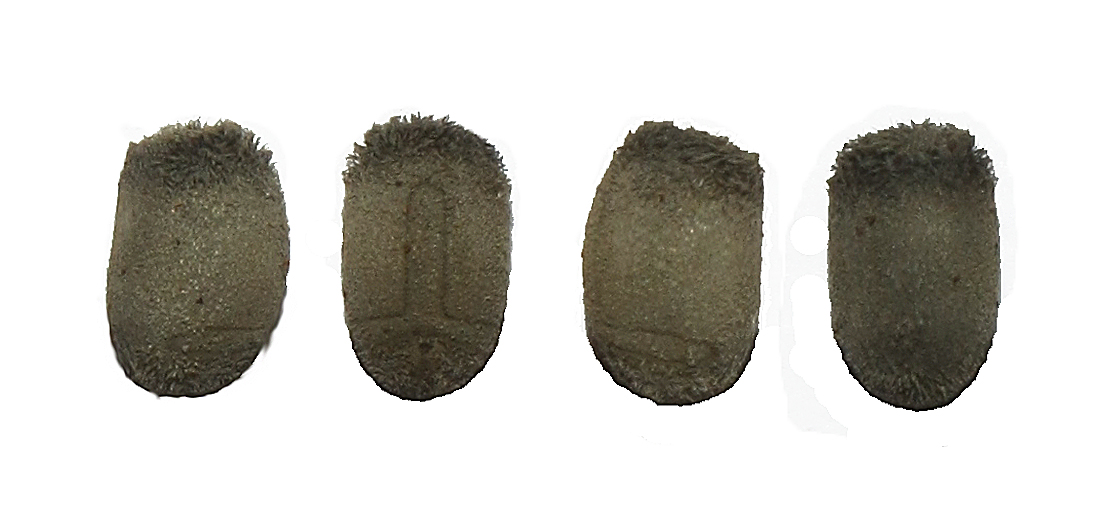
Eier von lateral, dorsal, lateral und ventral
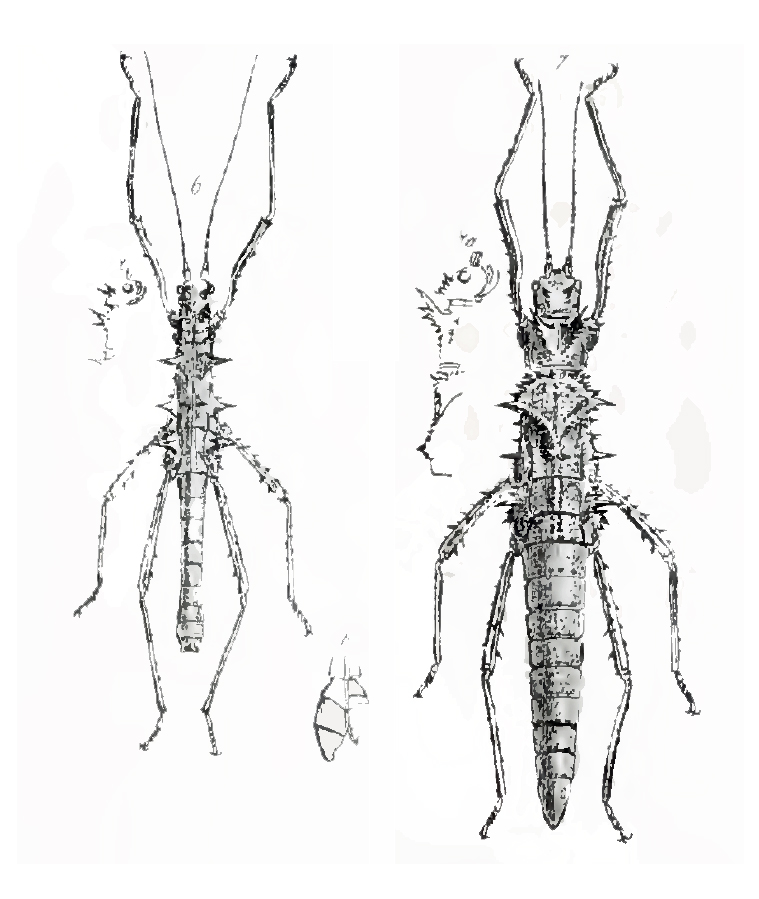
Originalzeichnung aus Westwoods Erstbeschreibung von 1859